# Janice Andrew
Janice Andrew   (Lindfield, 25 de novembre de 1943), sovint presentada com a Jan Andrew, és una nedadora australiana que va competir durant les dècades de 1950 i 1960.
Amb tan sols 17 anys va prendre part en els Jocs Olímpics d'Estiu de Roma de 1960, on disputà dues proves del programa de natació. Guanyà la medalla de plata en els 4×100 metres estils, formant equip amb Marilyn Wilson, Rosemary Lassig i Dawn Fraser, mentre en la dels 100 metres papallona guanyà la medalla de bronze.
Entre l'abril i l'agost de 1961 va posseir el rècord del món dels 100 metres papallona.